# Daniel Rostén
Daniel Rostén (26 aprile 1977) è un cantante e musicista svedese.
Attivo come cantante, bassista e chitarrista, è il frontman dei gruppi Funeral Mist (dal 1997) e Triumphator sotto lo pseudonimo Arioch, mentre è conosciuto come Mortuus all'interno del gruppo Marduk, di cui fa parte dal 2004.